# Шахбедин паша
Шахабедин паша (на турски: Şehabettin Paşa) е османски военачалник, бейлербей на Румелия.

## Биография
Според османските извори Шахбедин е евнух, хаджия и „син на Абудлах“. Последното сочи, че баща му най-вероятно е християнин, приел исляма.
Шахбедин започва кариерата си като управител на погранична област в Албания. Назначен е за бейлербей на Румелия през 1436 г. от султан Мурад II. През 1440 година дейно участва в обсадата на Белград, а следващата година ръководи завземането на сръбските територии, включително на важните сребърни рудници в Ново бърдо. През 1442 г. е разбит от Янош Хуняди при река Яломица в Трансилвания и едва успява да се спаси от полесражението. Поради това изпада в немилост.
След абдикацията на Мурад II (1444) Шахбедин паша е сред приближените на дванадесетгодишния му син Мехмед II. Той е върнат на поста румелийски бейлербей и натоварен с ликвидирането на бунта на подкрепян от Византийската империя претендент за трона. Във Варненската битка командва лявото крило на османската армия и изиграва важна роля за поражението на кръстоносците.
Под управлението на Шахбедин започва съживяването на почти напълно разрушените по време на османските междуособици градове в Тракия. В Пловдив той финансира строежа на Имарет джамия (1445) и свързаните с нея хан, Хюнкяр хамам и училища, а в Одрин издига прочутата Шахбединова джамия (1437) и новия дворец (1452) на османските султани. Навярно по негово време са изградени също пловдивският Куршум хан и безистен.
Последните сведения за Шахбедин паша датират от 1455 г. Гробът му се намира в двора на построената от него в Пловдив джамия.